# 格兰特·史密斯
格兰特·史密斯（英語：Grant Smith，1971年4月20日—），澳大利亚前男子曲棍球运动员。他曾代表澳大利亚国家队参加1996年夏季奥林匹克运动会曲棍球比赛，获得一枚铜牌。